# 주구

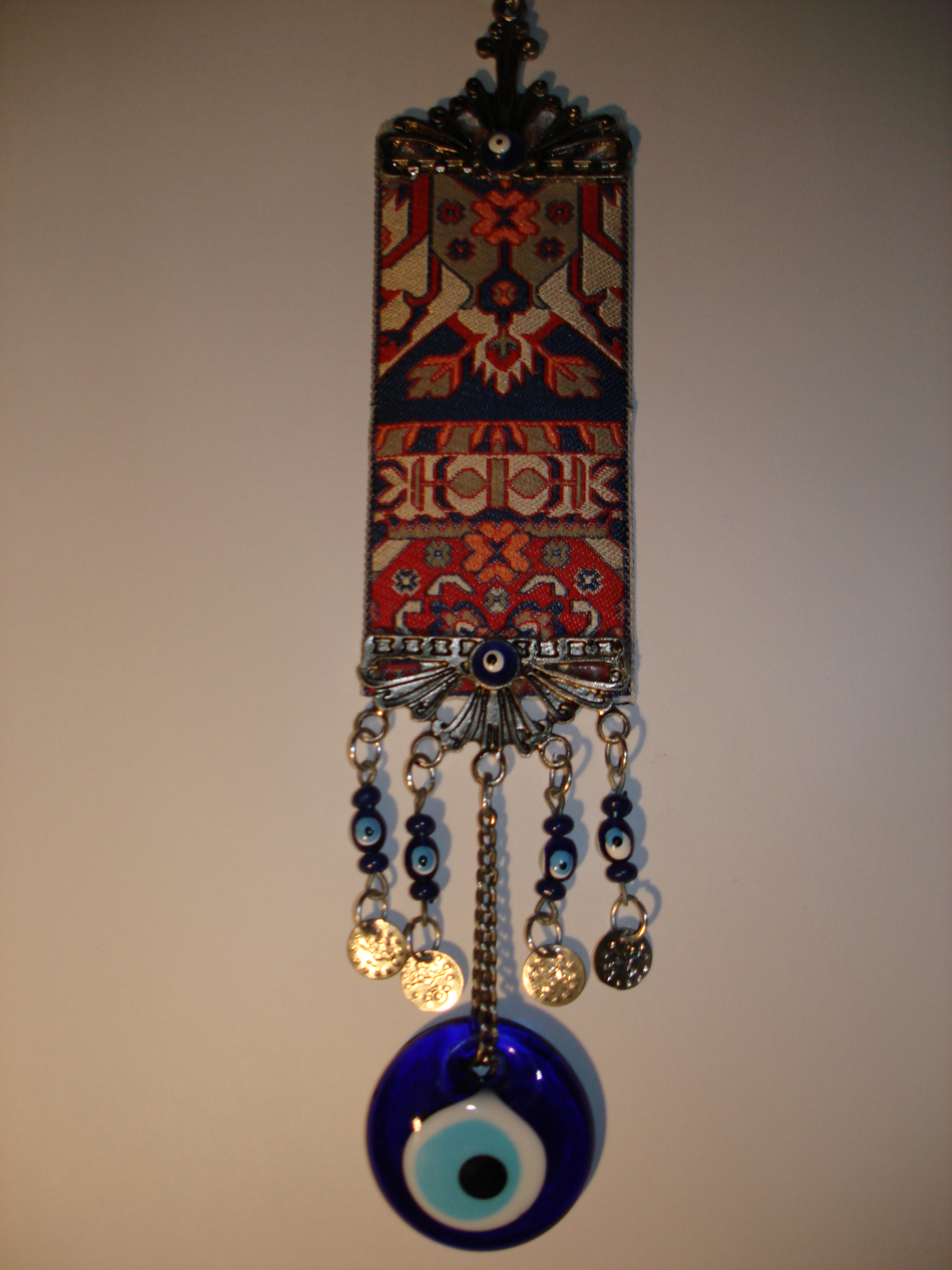
사시를 막아주는 터키의 애뮬럿.

주구(呪具)는 위험을 쫓거나 행운을 가져다준다고 믿어져서 사람들이 지니고 다니는 물건이다. 종이에 쓴 주구를 특히 주부 또는 부적이라고 한다.
서양에서는 위험으로부터 소유자를 보호해주는 것은 애뮬럿(영어: amulet), 행운이나 혜택을 가져다주는 것은 탤리즈먼이라고도 하는데, 사실 탤리즈먼과 애뮬럿은 같은 것이며 의미적으로 서로 바꿔서 사용 가능하다(interchangeable meanings).
애뮬럿이라는 용어는 라틴어 낱말 amulētum에서 온 것으로, 플리니의 《박물지》에서 "골칫거리로부터 사람을 구원해주는 물건"이라는 뜻으로 이 용어를 최초로 사용하였다.

## 같이 보기
- 사시 (민속)

## 참고 문헌
- Gonzalez-Wippler, Migene (1991). 《Complete Book Of Amulets & Talismans》. Sourcebook Series. St. Paul, MN: Lewellyn Publications. ISBN 978-0-87542-287-9.
- Plinius, S.C. (1964) [c. 77-79]. 《Natural History》. London.